# Канищев, Сергей Степанович
Сергей Степанович Канищев (1836—1905) — русский военный и общественный деятель. Генерал от артиллерии (1902).  

## Биография
Родился 5 мая 1836 года. В 1854 года после окончания 1-го Московского кадетского корпуса произведён в прапорщики артиллерии. В 1860 году произведён в подпоручики. В 1867 году произведён в капитаны гвардии.
В 1870 году произведён в полковники гвардии с назначением командиром 4-й батареи, с 1873 года 3-й батареи  Лейб-гвардии Конной артиллерии.
С 1878 года командир 28-й артиллерийской бригады. Участник Русско-турецкой войны. В 1879 году произведён в генерал-майоры и назначен начальником артиллерии Войска Донского.
В 1891 году произведён в генерал-лейтенанты. В 1892 году назначен начальником артиллерии Московского военного округа. С 1893 года назначен начальником артиллерии Гвардейского корпуса.
С 1901 года назначен  членом Александровского комитета о раненых. В 1902 году произведён в генералы от артиллерии.
Умер 21 апреля 1905 года в Санкт-Петербурге.

## Награды
Награды:
- Орден Святого Станислава 3-й степени (1865)
- Орден Святой Анны 3-й степени  (1867)
- Орден Святого Станислава 2-й степени (1869)
- Орден Святой Анны 2-й степени (1871)
- Орден Святого Владимира 4-й степени (1874)
- Орден Святого Владимира 3-й степени с мечами (1878)
- Золотое оружие «За храбрость» (1878)
- Орден Святого Станислава 1-й степени (1883)
- Орден Святой Анны 1-й степени  (1886)
- Орден Святого Владимира 2-й степени  (1889)
- Орден Белого орла (1894)
- Орден Святого Александра Невского (1901; Бриллиантовые знаки — 1904)

## Семейная связь
- Жена Ольга (1839—1866) — дочь генерала от кавалерии Н. Ф. Плаутина[3]